# المعزبة (يافع)

تعديل مصدري - تعديل

المعزبة هي إحدى قرى عزلة لبعوس بمديرية يافع التابعة لمحافظة لحج، بلغ تعداد سكانها 18 نسمة حسب تعداد اليمن لعام 2004.